# Энгус I (король пиктов)
Энгус мак Фергюс (англ. Angus mac Fergus, др.‑ирл. Óengus mac Fergusso, на пиктском его имя предположительно звучало Онуйст мап Вургуйст (Onuist map Urguist); ум. 761) — король пиктов с 729, сын Фергюса (Вургуйста). Энгус считается самым могущественным королём пиктов.

## Биография

### Происхождение
Ирландские генеалогии выводили происхождение Энгуса из династии Эоганахтов, правившей в королевстве Мунстер. Его происхождение выводили от Кайрпре Луахары, основателя септа Лох-Лейнских Эоганахтов. Существуют записанная легенда, по которой Коналл Корк, отец Кайрпре, отправился в Шотландию, где взял в жены дочь короля пиктов. От этого брака родился Кайрпре, получивший прозвище Круитнехан (Маленький Пикт). Однако документального подтверждения этой версии не существует. Считается, что предки Энгуса жили в области Киркинн, которую обычно располагают в Ангусе и Мернсе.
Отца Энгуса звали Фергюс (Вургуйст на пиктском). У него было 2 брата — Талоркан и Бруде.

### Война за пиктское престолонаследие
О молодости Энгуса ничего не известно. Он появляется в источниках уже в среднем возрасте.
В 724 году король пиктов Нехтон, сын Дериле, был пострижен в монахи. Однако наследовавший ему Дрест уже в 726 году был свергнут Альпином, которого иногда отождествляют с королём Дал Риады Альпином, после чего разгорелась война за престолонаследие. На трон претендовали четверо — кроме Альпина это были свергнутый Дрест, Нехтон, а также талантливый военачальник Энгус, сын Фергюса.
В 728 году произошла битва при Монах-Крэби, в которой Энгус разбил Альпина, многие соратники которого погибли. В числе погибших был и сын Альпина. Однако Энгус не стал преследовать Альпина. В том же году Альпин в битве при Каслен-Креди, которая известна также как «Прискорбная битва», был окончательно разбит Нехтоном. В результате Альпин потерял все свои владения в Пиктавии, а Нехтон вновь провозгласил себя королём.
В 729 году Энгус в битве при Монит-Карно разбил Нехтона, а 12 августа того же года в битве при Дрома Дерг Блатунг разбил и Друста, который при этом погиб.

### Завоевание Дал Риады

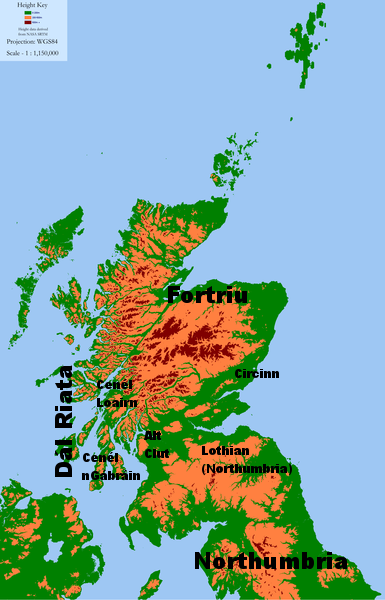
Шотландия около 740 года

Победив всех соперников, Энгус прочно утвердился на пиктском троне. Однако его амбиции не ограничивались Пиктавией. Он обратил свои устремления на завоевания Дал Риады. Первое столкновение произошло в 731 году, когда произошло две битвы. При Муиборге победу одержали войска Дал Риады, однако во второй сын Энгуса Бруде разбил Талорка, сына Конгуса, обратив армию Дал Риады в бегство.
В 733 году Дунгал, сын Селбаха, правивший в области Лорн в Дал Риаде, захватил Бруде, сына Энгуса, который в то время находился в святилище на острове Тори, что вызвало недовольство Энгуса. В том же году умер король Дал Риады Эохайд III. Его королевство было разделено между двумя кузенами — Дунгалом и Мюиредах, сын Эйнбкеллаха, а владения в Северной Ирландии получил Индрехтах.
В 734 году Энгус совершил кампанию на Дал Риаду. Он разрушил крепость Дун-Летфинн и ранил Дунгала, отомстив ему за пленение сына. Дунгал в итоге, спасаясь от Энгуса, был вынужден бежать в Ирландию. Тогда же Талорк, сын Конгуса, передал пиктам своего брата, которого они казнили. Во время этого похода около Дунолии, которая считалась важной крепостью в королевстве, Энгус захватил в плен сына короля Атолла.
Гораздо более разрушительной для Дал Риады оказался поход, предпринятый Энгусом в 736 году. По сообщениям Ирландских анналов Энгус опустошил области Дал Риады, а также захватил две важные крепости — Крейк и Дунадд. Также он взял в плен вернувшегося из Ирландии Дунгали и его брата Ферадаха. Однако во время этой компании погиб сын Энгуса Бруде, что стало серьёзным ударом по королю пиктов. После этого армию пиктов возглавил брат Энгуса, который разбил короля Муйредаха в Калатроссе.
В 739 году Энгус приказал утопить короля Атолла Талоркана, сына Дростана, однако точные причины этого не известны. Возможно король Атолла, правивший в пограничной с Пиктавией области, вступил в какие-то сношения с королём Дал Риады.
В 741 году Энгус вторгся во владения Индрехтаха в Ирландии. В результате в двух битвах Индрехтах был разбит и убит. После этого Дал Риада полностью оказалась под властью Энгуса, хотя и в ней и сохранился свой король.

### Войны  с бриттами
Подчинив Дал Риаду, Энгус обратил внимание на бриттское королевство Стратклайд. Однако в отличие от раздираемой внутренними конфликтами Дал Риады Стратклайд был достаточно могущественным королевством. Кроме того, Энгусу было необходимо учитывать позицию королевства Нортумбрия, которое имело свои интересы в Стратклайде.
Согласно сообщению Беды Достопочтенного, закончившего в 631 году «Церковную историю», у пиктов был мирный договор с Нортумбрией. Однако в уже 730-х король Нортумбрии Эдберт попытался воспользоваться войной пиктов с Дал Риадой и вторгся в южную Пиктавию, но во время его отсутствия часть Нортумбрии была опустошена королём Мерсии Этельбальдом, из-за чего Эдберт был вынужден вернуться в своё королевство.
В 744 году произошла битва между пиктами и бриттами, однако результаты её неизвестны.
Для того, чтобы сражаться против Стратклайда, Энгус вероятно заключил договор с Нортумбрией, однако в конце 740-х годов он распался. В 750 году пиктская армия под предводительством брата Энгуса, Талкорана, была разбита бриттами, причем Талкоран погиб. Гибель брата, который был способным полководцем, значительно ослабила Энгуса. В итоге в 756 году Энгус возобновил договор с Нортумбрией. Объединившись с королём Эдбертом, Энгус вторгся в Стратклайд. Вначале союзникам способствовала удача и 1 августа они заставили бриттов заключить с ними договор. Однако 11 августа армия Энгуса и Эдберта была разбита. Это поражение вынудило Энгуса отказаться от всех планов по завоеванию Стратклайда.
Энгус умер в 761 году, наследовал ему брат Бруде.

## Брак и дети
Имя жены Энгуса неизвестно, но она была дочерью короля Дал Риады Эохайда II. Дети:
- Бруде (ум. 736)
- Талоркан II (ум. 782), король пиктов с 780
- (?) дочь; муж: Вуредех